# Klaus Ehl
Klaus Ehl (né le 16 août 1949 à Paderborn) est un athlète allemand spécialiste du 100 mètres et du 200 mètres. Licencié au TV Wattenscheid, il mesure 1,88 m pour 77 kg.

## Carrière

### Palmarès
| Date | Compétition                    | Lieu     | Résultat | Épreuve          | Performance  |
| ---- | ------------------------------ | -------- | -------- | ---------------- | ------------ |
| 1972 | Jeux olympiques d'été          | Munich   | 3e       | Relais 4 × 100 m | 38 s 79      |
| 1975 | Championnats d'Europe en salle | Katowice | 1er      | Relais 4 × 320 m | 2 min 29 s 9 |

### Records
| Épreuve    | Performance | Lieu | Date |
| ---------- | ----------- | ---- | ---- |
| 100 mètres | 10 s 1      |      | 1970 |